# Vaux-sur-Somme
Vaux-sur-Somme és un municipi francès, situat al departament del Somme i a la regió dels Alts de França. L'any 2007 tenia 325 habitants.

## Demografia

### Població

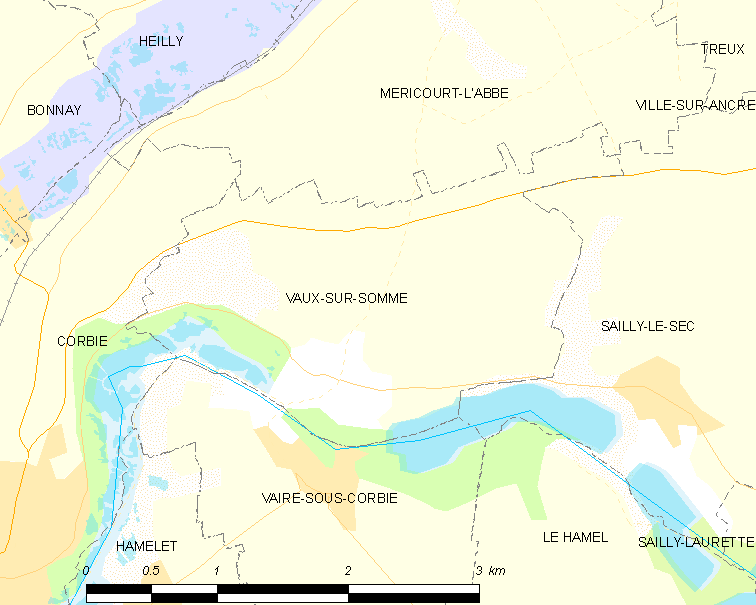
mapa del municipi

El 2007 la població de fet de Vaux-sur-Somme era de 325 persones. Hi havia 119 famílies, de les quals 20 eren unipersonals (8 homes vivint sols i 12 dones vivint soles), 36 parelles sense fills, 59 parelles amb fills i 4 famílies monoparentals amb fills.
La població ha evolucionat segons el següent gràfic:
Habitants censats 

### Habitatges

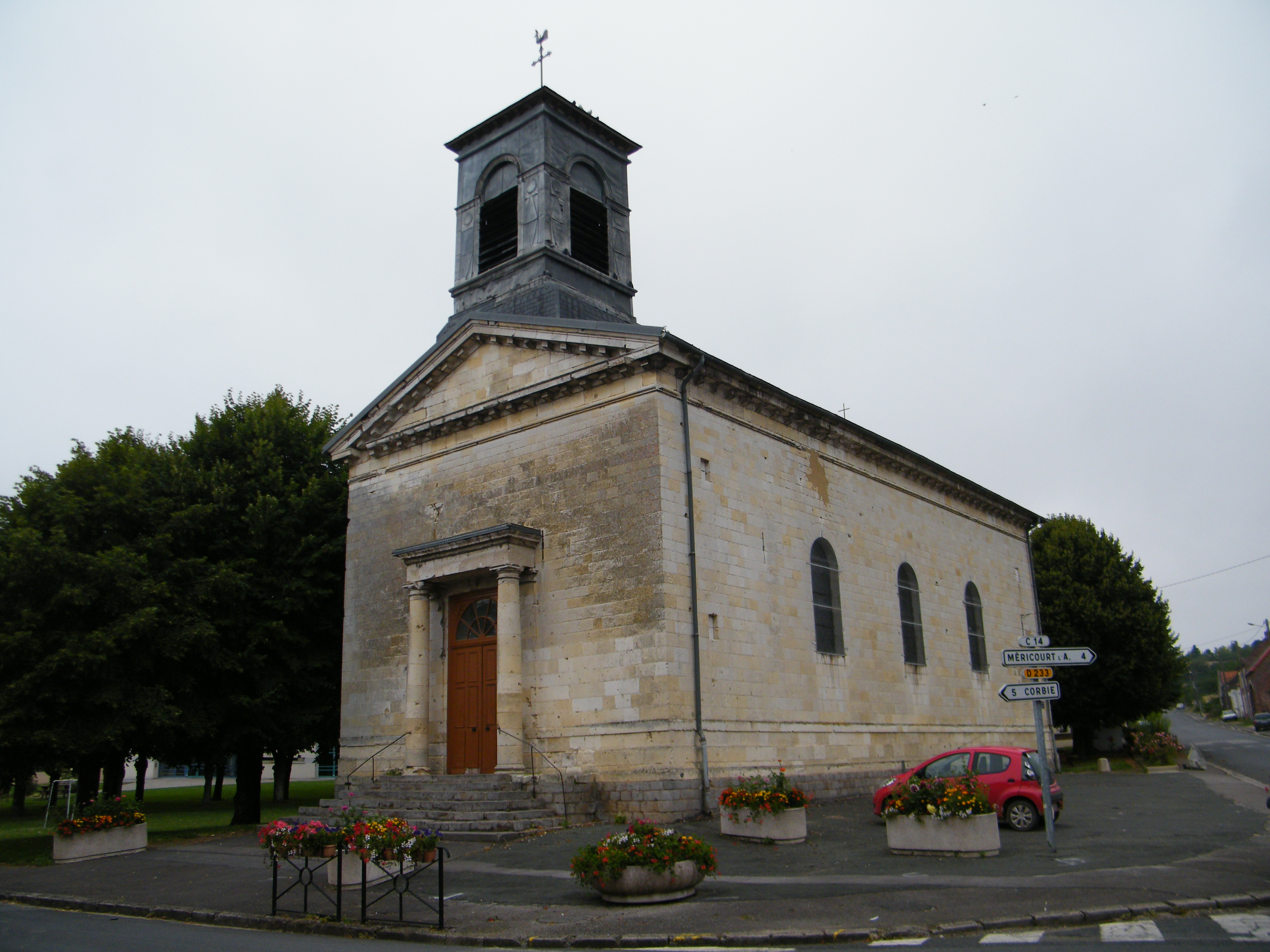
església

El 2007 hi havia 158 habitatges, 119 eren l'habitatge principal de la família, 34 eren segones residències i 5 estaven desocupats. Tots els 158 habitatges eren cases. Dels 119 habitatges principals, 109 estaven ocupats pels seus propietaris, 9 estaven llogats i ocupats pels llogaters i 1 estava cedit a títol gratuït; 1 tenia una cambra, 4 en tenien dues, 21 en tenien tres, 25 en tenien quatre i 68 en tenien cinc o més. 84 habitatges disposaven pel capbaix d'una plaça de pàrquing. A 43 habitatges hi havia un automòbil i a 66 n'hi havia dos o més.

### Piràmide de població

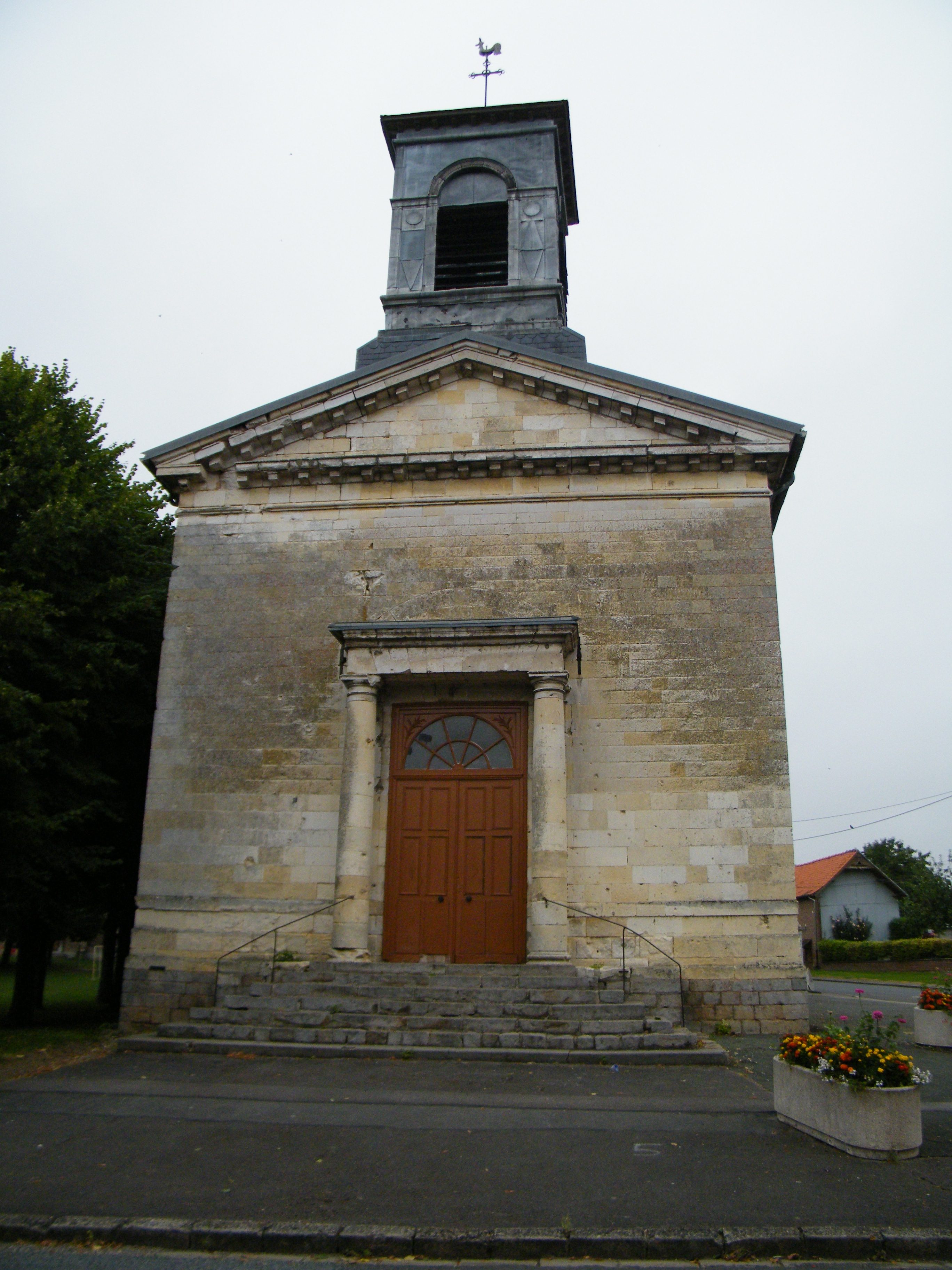

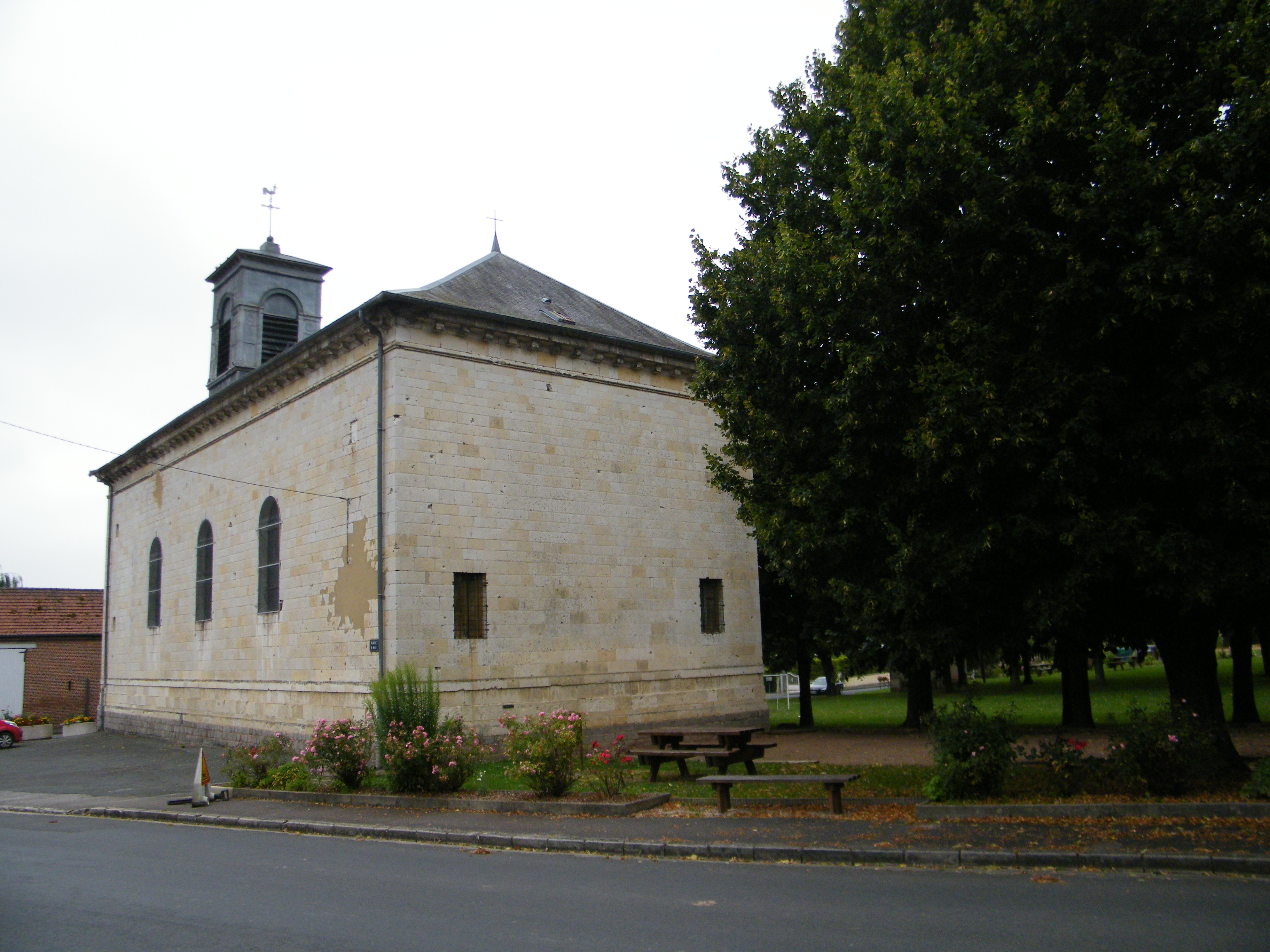

La piràmide de població per edats i sexe el 2009 era:
| Homes | Edats   | Dones |
| ----- | ------- | ----- |
| 0     | 95 o +  | 0     |
| 0     | 90 a 94 | 0     |
| 0     | 85 a 89 | 4     |
| 0     | 80 a 84 | 0     |
| 4     | 75 a 79 | 4     |
| 4     | 70 a 74 | 4     |
| 4     | 65 a 69 | 8     |
| 4     | 60 a 64 | 0     |
| 8     | 55 a 59 | 8     |
| 12    | 50 a 54 | 16    |
| 12    | 45 a 49 | 12    |
| 20    | 40 a 44 | 16    |
| 12    | 35 a 39 | 20    |
| 12    | 30 a 34 | 8     |
| 8     | 25 a 29 | 4     |
| 24    | 20 a 24 | 8     |
| 16    | 15 a 19 | 12    |
| 24    | 10 a 14 | 16    |
| 16    | 5 a 9   | 24    |
| 8     | 0 a 4   | 4     |

## Economia

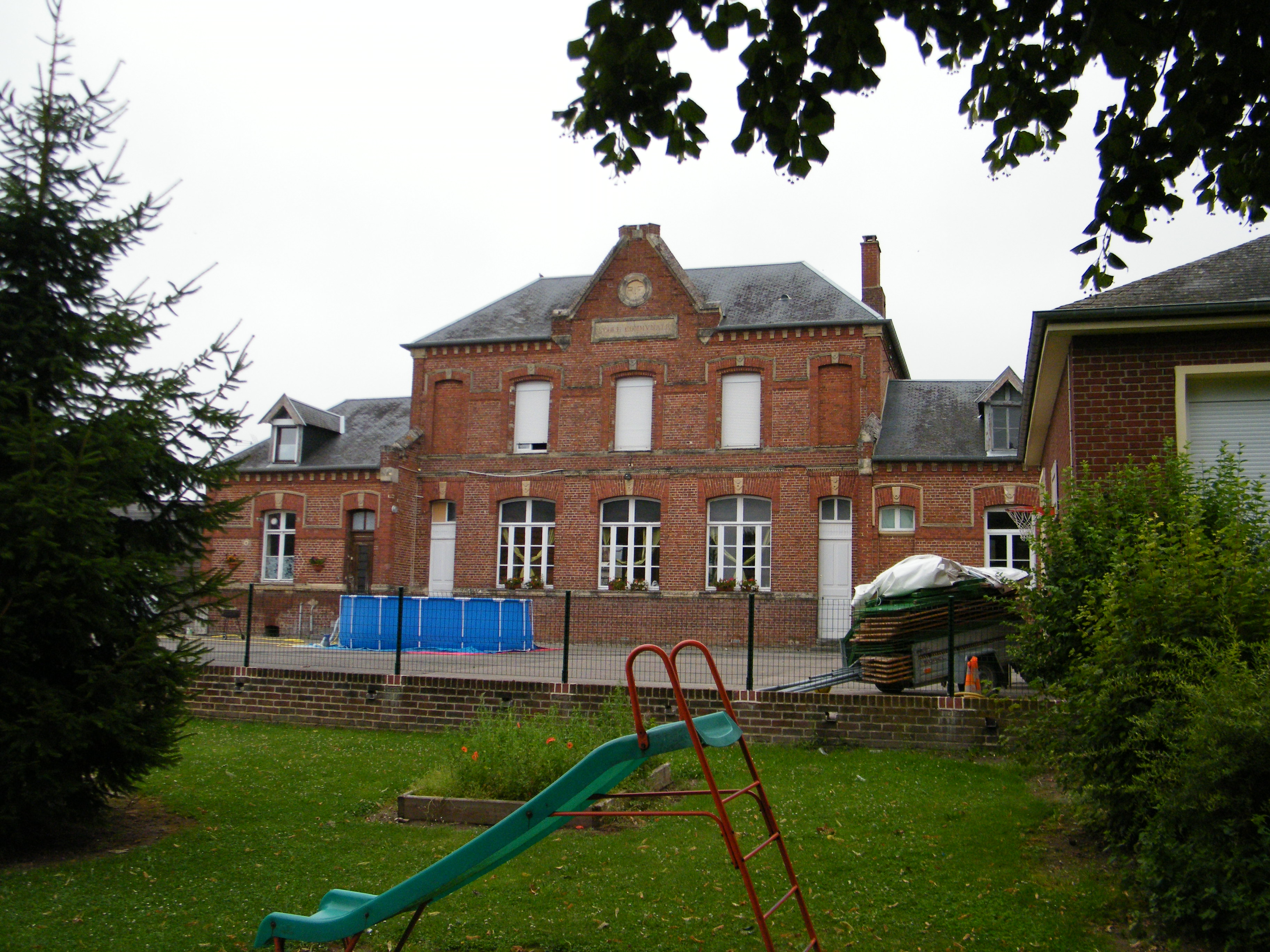

El 2007 la població en edat de treballar era de 233 persones, 165 eren actives i 68 eren inactives. De les 165 persones actives 150 estaven ocupades (85 homes i 65 dones) i 15 estaven aturades (8 homes i 7 dones). De les 68 persones inactives 16 estaven jubilades, 22 estaven estudiant i 30 estaven classificades com a «altres inactius».

### Ingressos
El 2009 a Vaux-sur-Somme hi havia 122 unitats fiscals que integraven 330 persones, la mediana anual d'ingressos fiscals per persona era de 19.348 €.

### Activitats econòmiques

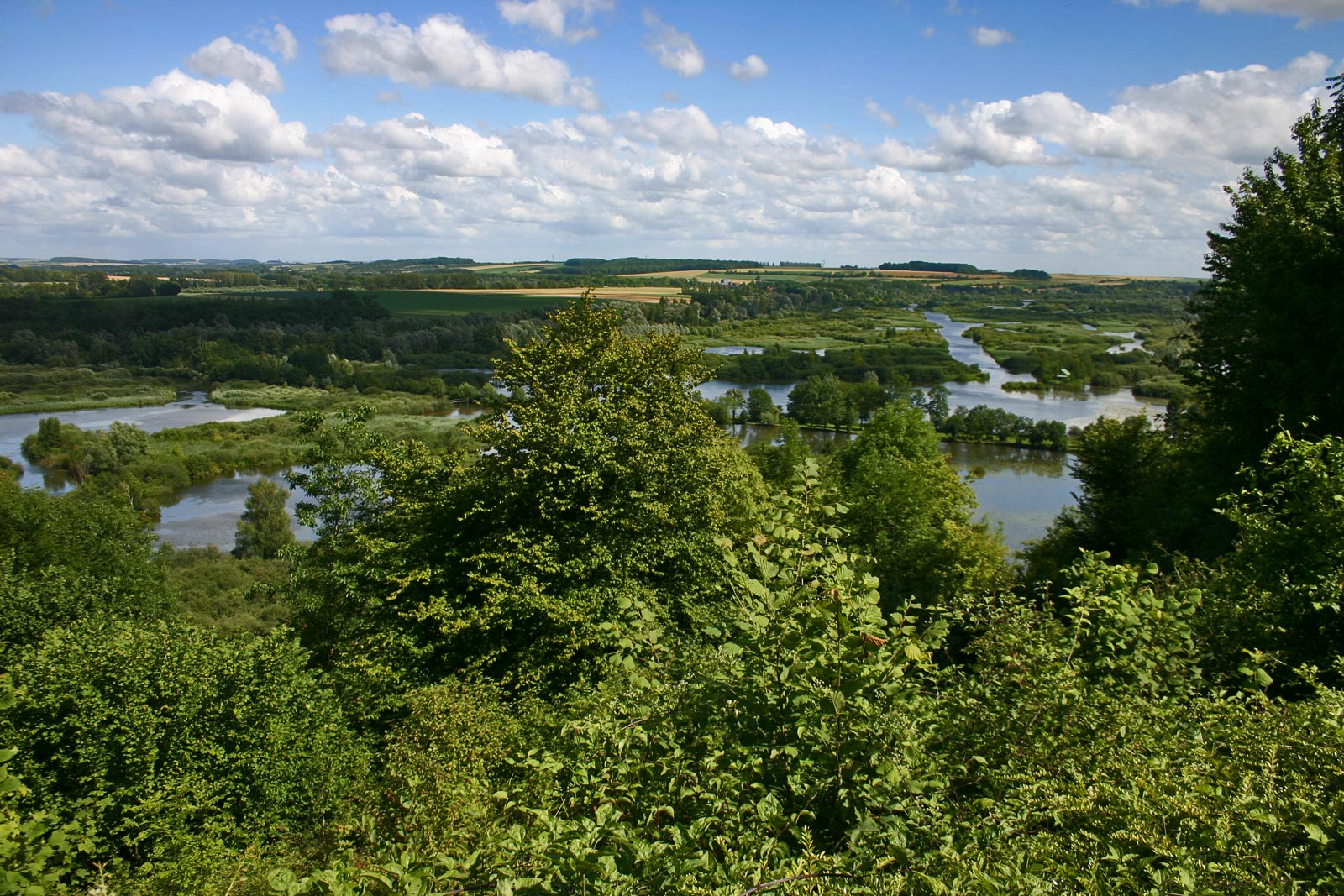

Dels 6 establiments que hi havia el 2007, 1 era d'una empresa extractiva, 1 d'una empresa de fabricació d'altres productes industrials, 1 d'una empresa d'informació i comunicació, 2 d'empreses de serveis i 1 d'una empresa classificada com a «altres activitats de serveis».
L'únic servei als particulars que hi havia el 2009 era una perruqueria.
L'any 2000 a Vaux-sur-Somme hi havia 3 explotacions agrícoles.

## Equipaments sanitaris i escolars
El 2009 hi havia una escola elemental integrada dins d'un grup escolar amb les comunes properes formant una escola dispersa.

## Poblacions properes

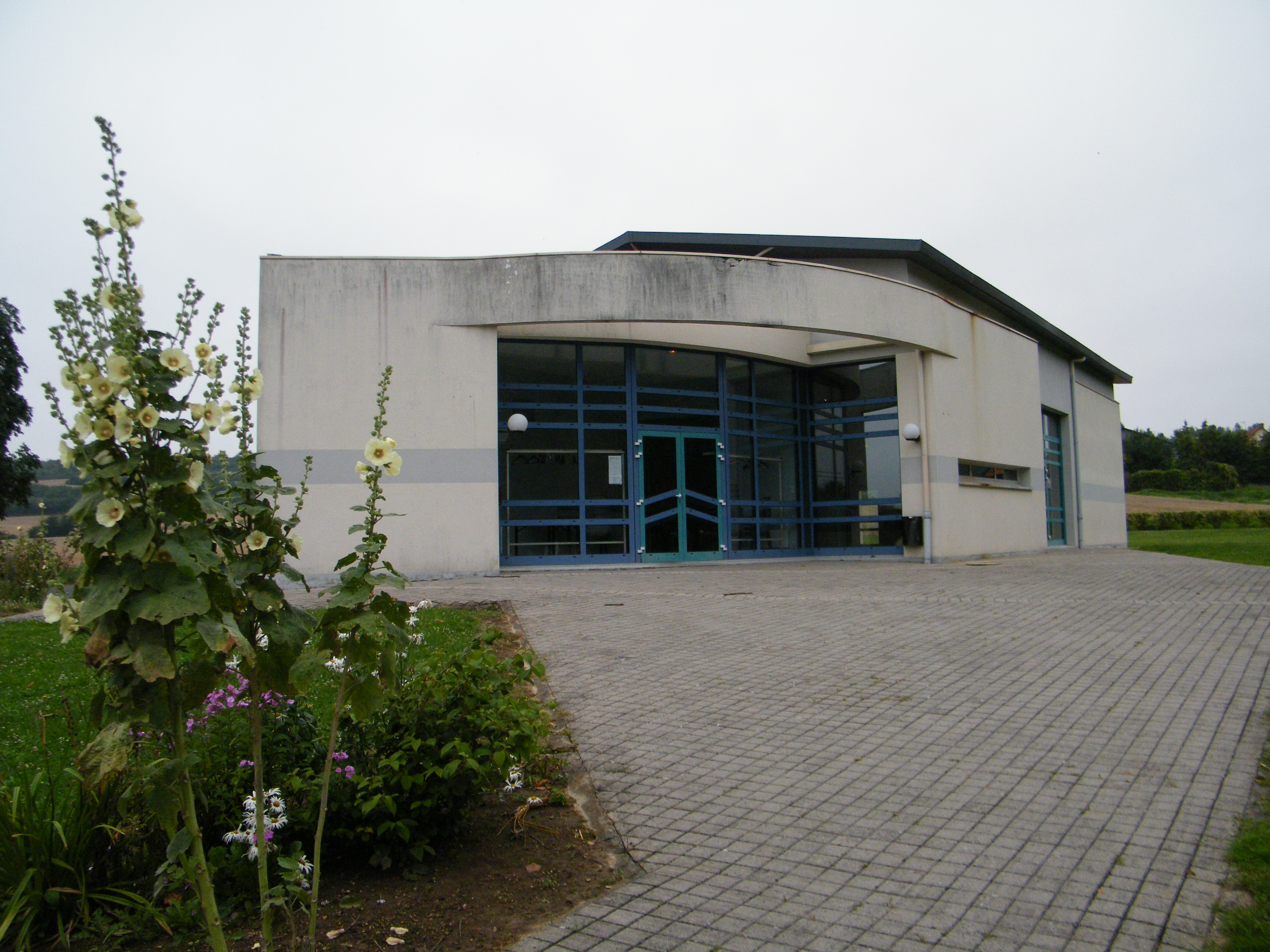

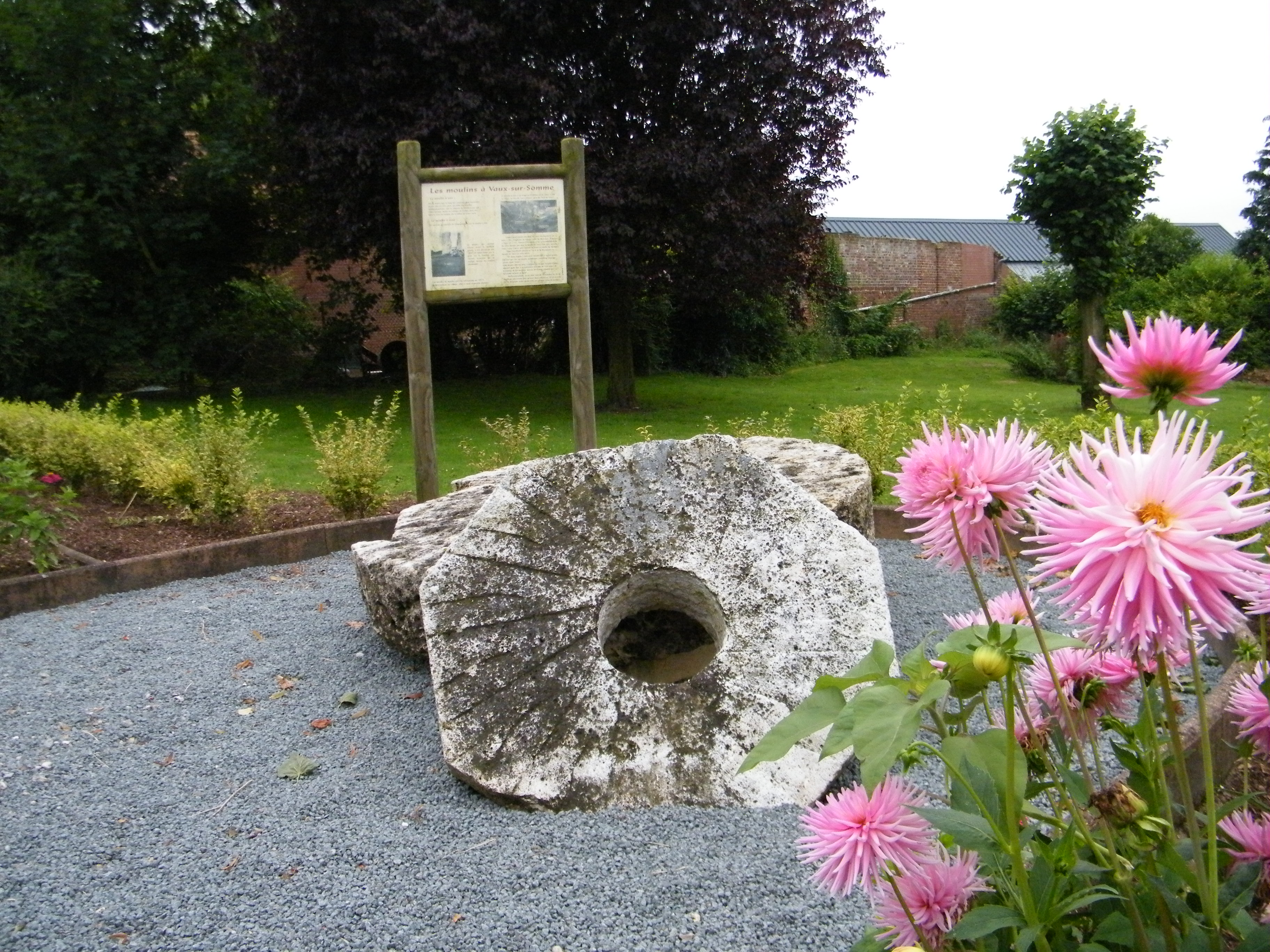

El següent diagrama mostra les poblacions més properes.